# 462
462 (CDLXII) fue un año común comenzado en lunes del calendario juliano, en vigor en aquella fecha.
En el Imperio romano, el año fue nombrado el del consulado de Severo y León, o menos comúnmente, como el 1215 Ab urbe condita, adquiriendo su denominación como 462 a principios de la Edad Media, al establecerse el anno Domini.

## Acontecimientos
- La estatua de Zeus de Fidias, una de las siete maravillas de la antigüedad es destruida por un fuego tras haber sido trasladada de Olimpia a Constantinopla.

## Fallecimientos
- Licinia Eudoxia, emperatriz romana de Occidente.